# Association sportive d'Hammamet (handball)
Pour les articles homonymes, voir Association sportive d'Hammamet et ASH.
L'Association sportive d'Hammamet (arabe : جمعية الرياضية بالحمامات) ou ASH est un club tunisien de handball qui a vu le jour en 1945.

## Palmarès
- Coupe de Tunisie (1) :
  - Vainqueur : 2012
- Coupe d'Afrique des vainqueurs de coupe (0) :
  - Finaliste : 2003
- Coupe arabe des clubs vainqueurs de coupe (0) :
  - Finaliste : 2017
- Championnat arabe des clubs champions (0) :
  - Finaliste : 2021